# الحیات (روزنامه)
روزنامه الحیات (به عربی: الحياة) یکی از روزنامه‌های پیشرو جریان پان‌عربیسم با شمارگان ۲۰۰۰۰۰ نسخه می‌باشد. این روزنامه همچنین پر مخاطب‌ترین نشریه جامعه عرب زبان دور از وطن و پایگاهی است برای روشنفکران لیبرالیست که می‌خواهند نظرات خود را با مخاطبان گسترده‌تری در میان بگذارند.
اگرچه الحیات روزنامه‌ای طرفدار غرب و سعودی‌هاست و رویکردش به مقالات مربوط به شبه‌جزیره عربستان محترمانه است با این حال در این روزنامه بر روی نظرات متفاوت در مسائل مختلف منطقه باز است. الحیات در لندن، نیویورک، فرانکفورت، دوبی، ریاض، جده، بیروت، قاهره و دمام چاپ می‌شود و این روزنامه دفاتری در لندن، پاریس، واشینگتن، نیویورک، مسکو، ریاض، جده، بیروت، قاهره، بغداد، دبی، امان و دمشق دارد. الحیات در اکثر کشورهای عربی توزیع می‌شود و بیشتر اعضای تحریریه لبنانی هستند، جاییکه روزنامه بسیار پرطرفدار است. این روزنامه بیشتر از رقیب اصلی خود الشرق الاوسط منتقد مواضع دولت سعودی می‌باشد.
شعار روزنامه (عربی: إن الحیاة عقیدة وجهاد) برگرفته از شعری از احمد شوقی شاعر بزرگ عرب زبان است.